# Гуеча
Гуеча — професійні вояки у військах держав чибча-муїска. Були добірники загонами, що виконували найскладніші та відповідальніші завдання. З мови муїска перекладається як «смертоносні». Їх покровителем вважався Бочіка.

## Набір та підготовка
Комплектувалася на професійній основі із найхоробріших простолюдинів. Окрім сміливості оцінювали сили та зріст. Відповідно до записів перших іспанських хроністів гуеча підбирали за зростом — доволі високих на кшталт гренадерів. Вперше впроваджено правителями держави Баката. Стосовно кількості їх невідомо.
Зведені були у невеликі підрозділи, кожен із них налічував 50 вояків. Одним своїм виглядом вони наводили жах на супротивника. Гуеча голили голови обсидіановими ножами, розмальовували себе червоною і чорною фарбами (символами крові і смерті). У вуха, носи, губи й щоки вони вставляли тонкі золоті спиці за кількістю убитих або захоплених у полон ворогів. За свідченнями конкістадорів, голови деяких найуспішніших вояків щетинилися, немов у голкошерстів.
Увесь час їх був присвячений тренуванню. Їх розміщували у спеціальних місцях поблизу великих міст муїсків, а також у прикордонні. Вважалося, що війна — це спосіб життя гуеча, на інше він не повинен був відволікатися.

## Озброєння
Повинні були використовувати обидві руки: в одні тримали списа (або піку чи списокидальню) в іншій палицю-макану (або кам'яну сокиру). Інколи були озброєні луками зі стрілами. Крім того, мали при собі довзі мотузки для зв'язування захоплених ворогів. Як захист використовували шоломи із золота. Разом з тим не мали захисту на тілі. Гуеча, що охороняли володарів мали шкіряного щита та обладунки.

## Завдання
Гуеча довіряли найважливіші справи, вони охороняли сон володарів і супроводжували їх у походах. Під час битви відповідали за їх захист, також були основною силою для перемоги над супротивником. Часто гуеча виходили на герць з вояком ворога (частіше такого же гуеча), що вирішили долю війни в двобої.
Важливим завданням гуеча була охорона кордонів з дикими племенами. Відомо, що сіпа Сагуаманчіка розмістив 5 тис. гуеча на межі з племенами панча, що постійно турбували володіння володаря Бакати. Загони гуеча розташовувалися у поселеннях Фоска і Тібакуе. Також гуеча охороняли найважливіші копальні, зокрема солі у Сіпокірі та Немоконі, смарагдів у Сомондоко і Чіворі.

## Привілеї
За свою службу гуеча отримували від володарів коштовні подарунки, право вживали алкогольні напої, тютюн, оленяче м'ясо, мати високоякісний одяг, наложниць, їх призначали на прибуткові посади, зокрема намісника у новозавойованих землях. На бенкетах займали почесні місця — праворуч від правителів. З часом гуеча входили до знатного прошарку, ставили своєрідною «шляхтою».